# 擬喜蓋鯰
擬喜蓋鯰，為輻鰭魚綱鯰形目毛鼻鯰科的其中一種，為熱帶淡水魚，分布於南美洲奧里諾科河流域，本魚棲息在底層水域，體長可達5.7公分，生活習性不明。